# Palazzo Del Sale-Balbo

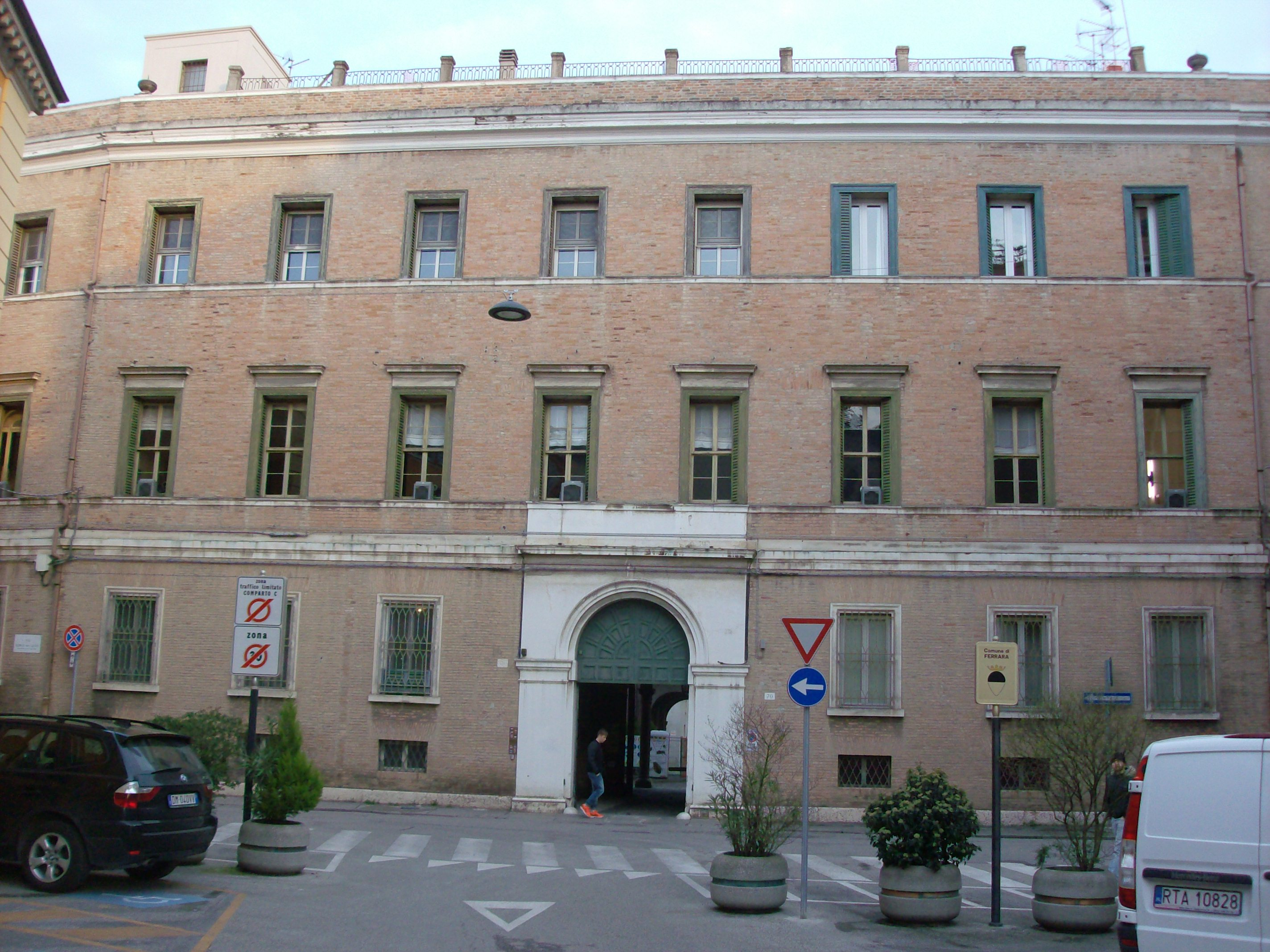
Palazzo Del Sale-Balbo von der Piazzetta dei Combattenti aus

Der Palazzo Del Sale-Balbo ist ein Palast aus dem 15. Jahrhundert im Zentrum von Ferrara in der italienischen Region Emilia-Romagna. Er wurde im 19. Jahrhundert umgebaut liegt in der Via Borgoleoni 70.

## Geschichte

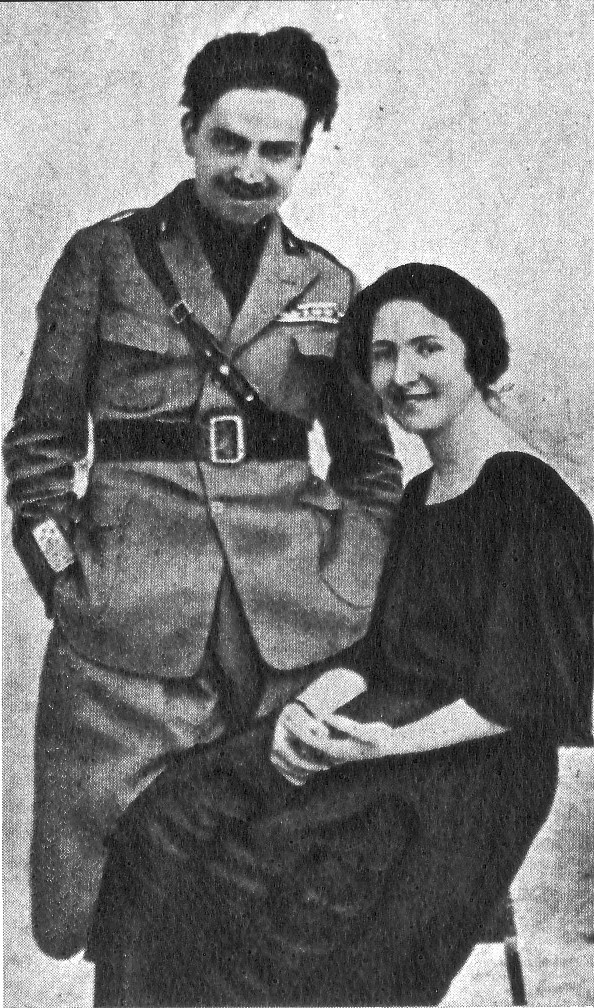
Die Gräfin Emanuela Florio und Italo Balbo, die ab 1924 in dem Palast wohnten.

Scipione Del Sale (oder Dal Sale) ließ den Palast 1493 errichten. Später wechselte der Palast mehrfach den Besitzer; er gelangte in die Hände der Markgrafen Monti, der Grafen Roverella, der Familie Penna, der Familie Guidetti, des Grafen Giovanni Gulinelli und verschiedener anderer Personen und Familien.
Ab 1924, nach der Hochzeit der Gräfin Emanuela Florio mit Italo Balbo wurde der Palast offizieller Wohnsitz des Hierarchen, der faschistischen Persönlichkeit mit der größten Bedeutung im Ferrara der damaligen Zeit und Mitglied des Großen Faschistischen Rates.

## Beschreibung

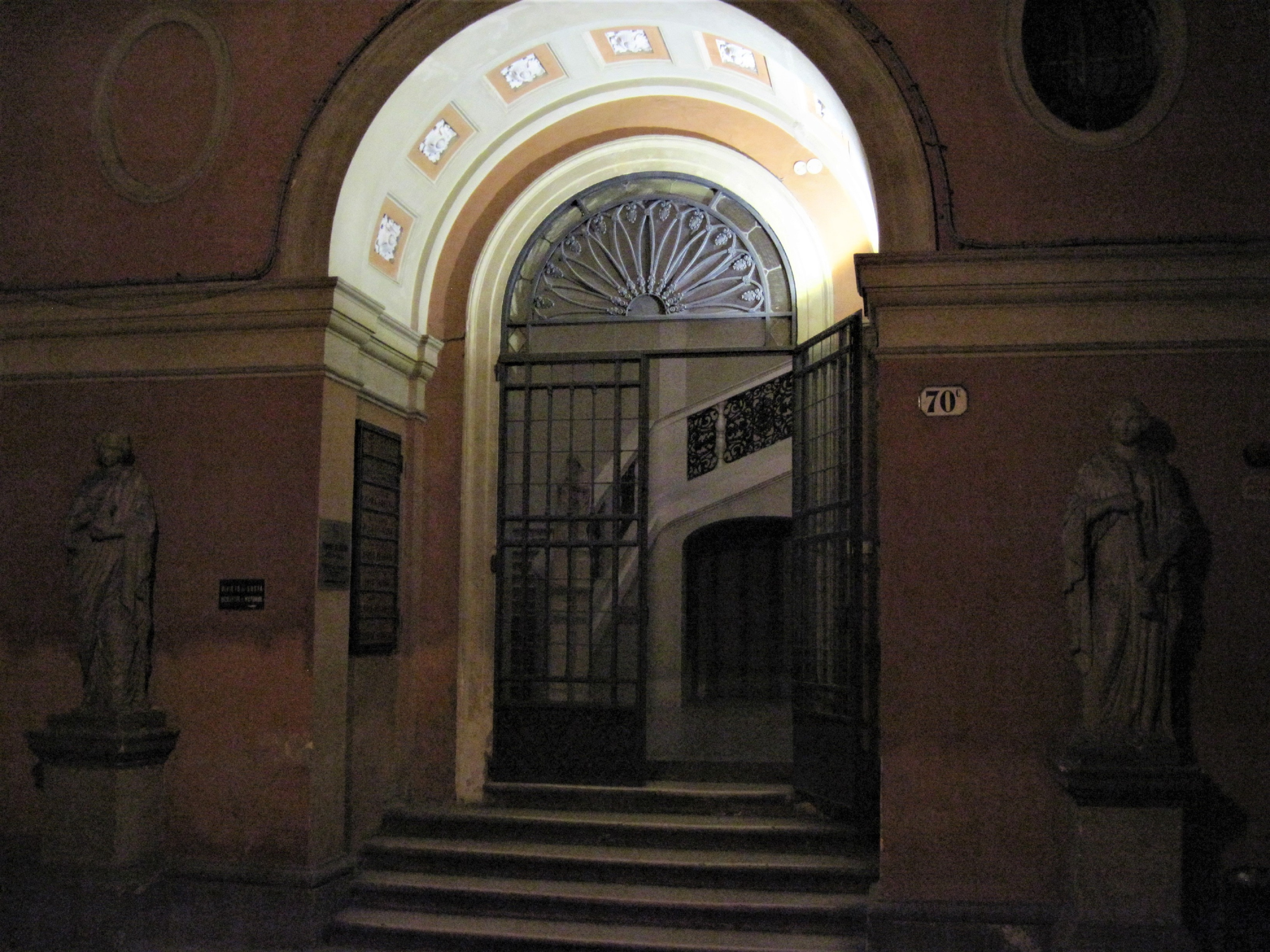
Zugang zur Treppe, die vom Atrium des Palastes ausgeht

Die Fassade zur Via Borgoleoni wurde im Auftrag der Guidettis im 19. Jahrhundert in der Weise umgestaltet, wie sie heute zu sehen ist. Zu den Aspekten von größter Bedeutung zählt die Treppe, die vom Hauptatrium zum Hauptgeschoss führt. Interessant sind die Details des gusseisernen Geländers und der Statuen, mit denen das Atrium und das Treppenhaus dekoriert sind.
Der Palast hat einen großen Innenhof, der typisch für die städtische Architektur ist.